# OF-40
OF-40 — итальянский основной боевой танк, вариант немецкого танка «Леопард-1». Разработан в конце 1970-х для экспорта в страны Ближнего Востока. Произведено 36 единиц в 1981—1985 годах, все выпущенные машины были проданы Объединённым Арабским Эмиратам.

## История создания и производства
В 1981-82 гг. Объединенные Арабские Эмираты закупили 18 танков OF-40 Мk.1, в 1984-85 гг. еще 18 танков OF-40 модификации Мk.2, а также три БРЭМ OF-40 ARV на базе танка.

## Модификации
- OF-40 Mk.1 — базовая версия, выпущено 18 танков. В 1985 все машины были модернизированы до стандарта Mk.2.
- OF-40 Mk.2A — улучшенная версия с новой системой управления огнём, двухплоскостной стабилизацией пушки и заменой зенитного пулемёта на более мощный калибра 12,7 мм.
- OF-40 Mk.2A1 — улучшенная версия с 120-мм орудием, 1 000 л.с. дизельным двигателем с турбонаддувом и башней по типу Ариете. Прототип не был завершен.

### Машины на базе
- OF-40 ARV — БРЭМ на базе шасси танка OF-40.
- Palmaria — экспортная 155-мм САУ на базе шасси танка OF-40.
- OF-40 SPAAG — ЗСУ, вооруженная спаренными 35-мм пушками.
- OTO-76/62 — ЗСУ с 76-мм автоматической пушкой.

## На вооружении
- ОАЭ — 36 OF-40 Mk.2, 3 OF-40 ARV, по состоянию на 2016 год[1]